# Verzonken toren
Verzonken toren is een artistiek kunstwerk in Amsterdam-Oost.
Het is een beeld van Rik van Dolderen dat sinds 1987 staat in de Ringvaart (Watergraafsmeer). Van Dolderen maakte kunst die teruggreep op verstedelijking. De Verzonken toren zou een weerspiegeling zijn van de bebouwing aan de noordelijke zijde van de Transvaalkade, kade van de genoemde ringvaart. Zelf noemde hij het een "architectonisch fragment". De sokkel verwijst naar de trapgevels, die in de gebouwen aan de hoek Transvaalkade en De la Reijstraat staan; ook de muur die het beeld beschermt heeft een trapachtige opbouw. In de sokkel is deels een huis geklemd. Een soortgelijk huis verwekte Van Dolderen in een beeld in het Gaasperpark. Architectuur vormde altijd een onderdeel van zijn werk. Van Dolderen kreeg in 1986 de Prijs van Rome voor zijn architectonisch en stedenbouwkundig ontwerp voor een gebied nabij Vliegveld Zestienhoven. 
Het beeld in de ringvaart kreeg de kleuren lichtroze en blauw; kleuren die in en om nabij water snel verkleuren vanwege vochtaanslag. Het beeld is opgetrokken uit staal en beton. Bovendien zijn huis en muur goede plekken voor vogels waardoor het beeld snel vervuild; buurtbewoners klagen/klaagden regelmatig over overlast gevende vogels. In 2017 waren er plannen om het vanwege het Gebiedsplan 2018 – Oud Oost te vervangen door een fontein, maar in juni 2022 staat het beeld er nog.
Wim T. Schippers maakte in 1979 zijn Verzonken toren van Drienelo (toren in vijver).
Rik van Dolderen vormde later met Michel van der Prijt een architectenbureau.

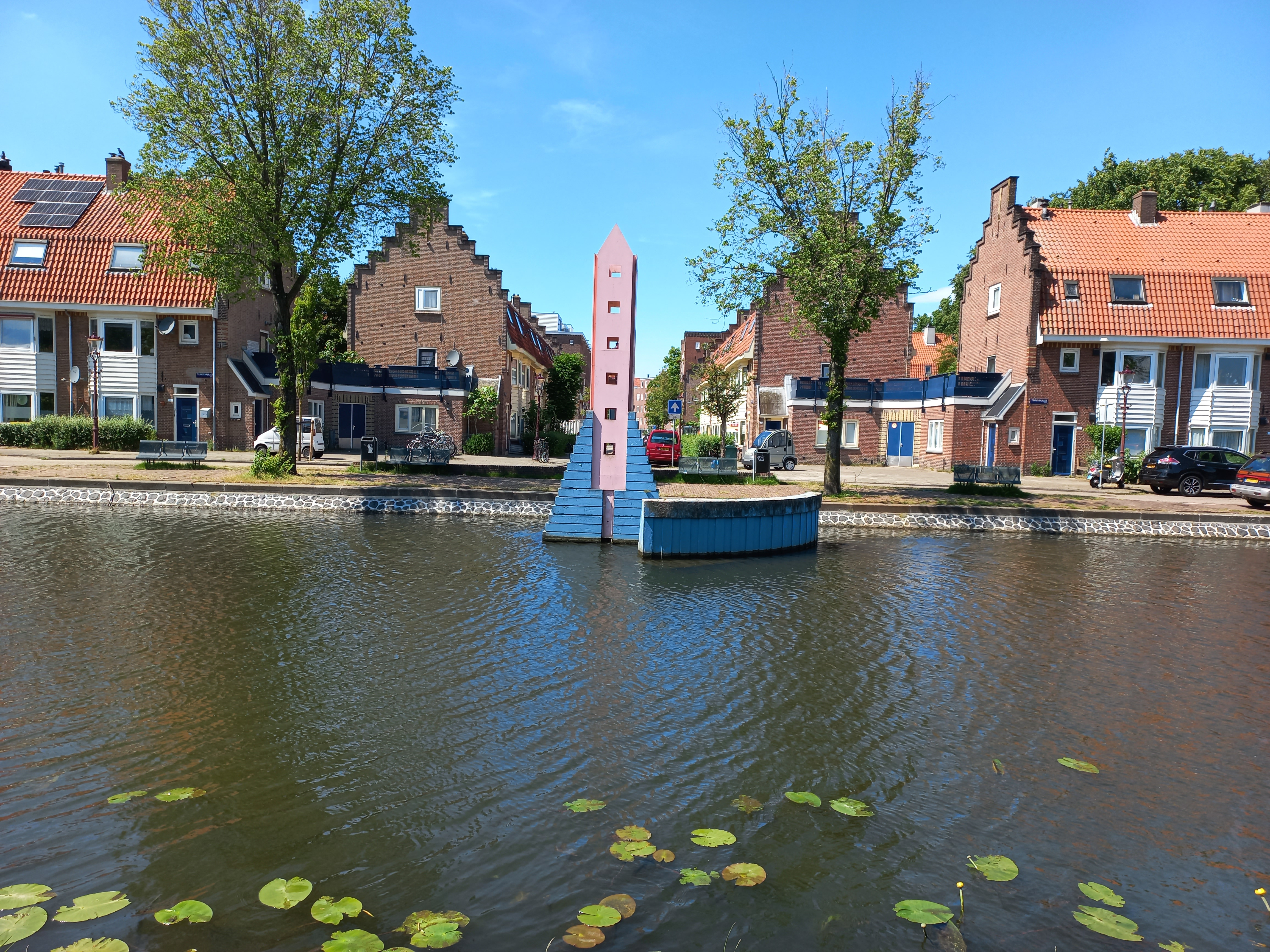
Sokkel en trapgevels (juni 2022)